# 대한민국 제21대 국회의원 선거 친박신당 후보 목록
다음은 대한민국 제21대 국회의원 선거 친박신당 후보 목록이다.

## 비례대표
| 순번    | 후보자 | 경력                            |
| ------- | ------ | ------------------------------- |
| 1       | 장정은 | 19대 국회의원                   |
| 2       | 홍문종 | 20대 국회의원                   |
| 3       | 이화용 | 개헌저지운동본부장              |
| 4       | 이세창 | 전 한국자유총연맹 총재 권한대행 |
| 5       | 김한나 | 유튜브 한나의감사 여행 대표     |
| 6       | 오경훈 | 16대 국회의원                   |
| 7       | 곽미숙 | 전 경기도의원                   |
| 8(사퇴) | 유한진 | 친박신당 국제대변인             |
| 9       | 오선혜 | 뉴라잇 할리우드 영화사 대표     |
| 10      | 이규양 | 친박신당 최고의원               |
| 11      | 김건하 | 전 교사                         |
| 12      | 한형교 | 한일지도(주) 대표이사           |

## 같이 보기
- 대한민국 제21대 국회의원 선거